# 小嶋佳代子
小嶋 佳代子（こじま かよこ、1979年11月13日 - ）は、日本の女優。東京都出身。劇団民藝所属。

## 人物・来歴
明治学院大学文学部英文学科 卒業後、オスカープロモーション付属オスカーエンターテイメントスクールに通う。
その後、円・演劇研究所を経て、2008年に劇団民藝入団。

## 出演

### 舞台（劇団民藝）
- 2011年　 『カミサマの恋』 遠藤しのぶ役
- 2011年　 『坂の上の家』 陽子役（稽古場）
- 2012年　 『うしろ姿のしぐれてゆくか』 女給/声（少女）役
- 2016年　 『坂道と夏の日』 熊ナミ役（稽古場）

### 舞台（外部出演）
- 2014年　 『本間さんはころばない』

- 2015年　 『-ブラックコメディ-見えない人たち』
- 2015年　 『番外編・ダンスレボリューション～ソノトキのワタシ～2015』
- 2016年　 『スポットライト（BACK STAGE STORY）』
- 2016年　 『ラジオドラマ風朗読劇～ミュージカル病は気から～』
- 2017年　 『愚か者達へのレクイエム』
- 2019年　 『気まずいっ！！～心が痛くなるスケッチ集～』

### テレビドラマ
- 2016年　 TBS『渡る世間は鬼ばかり』
- 2017年　 TBS『渡る世間は鬼ばかり～三時間スペシャル～』
- 2018年　 TBS『渡る世間は鬼ばかり～三時間スペシャル2018～』
- 2019年　 TBS『渡る世間は鬼ばかり～三時間スペシャル～』

### CM
- NPO法人視覚障害者芸術活動推進委員会「手で見る地震と津波」（ナレーション）